# Ella Wheeler Wilcox
Ella Wheeler Wilcox (Johnstown Center, Wisconsin, 5 de noviembre de 1850-Short Beach, Connecticut, 30 de octubre de 1919) fue una poeta y periodista estadounidense. Gran parte de sus trabajos tratan sobre el amor y el sexo, razón por la cual fueron clasificados ocasionalmente como inmorales o pornográficos. Su obra más destacada es Poemas de Pasión (Poems of Passion en inglés), publicada en 1883 y de la que forma parte «Soledad», su poema más citado.
Su autobiografía, El mundo y yo, fue publicada en 1918, un año antes de su muerte.

## Biografía
Fue hija del matrimonio entre Marcus Hartwell Wheeler y Sarah Pratt Wheeler, una familia humilde procedente de Vermont. A temprana edad comenzó a escribir poesía, alentada por su madre, muy aficionada a la lectura. Durante la adolescencia envió poemas a varios magazines.
En 1867 asistió a la Universidad de Wisconsin, que abandonó al cabo de un año al constatar que le interesaba más escribir sus propias obras que recibir una educación formal.
Su primer libro de poemas fue Gotas de Agua (Drops of Water, 1872), y el éxito lo obtuvo con Poemas de Pasión (Poems of Passion, 1883), que fue, sin embargo, rechazado por Jansen and McClurg hasta ser finalmente publicado por otra compañía.
En 1884 se casó con Robert Marius Wilcox, un fabricante de libros de arte, yéndose a vivir a Meriden, Connecticut, y ocasionalmente a Nueva York.

## Obra
- Narrativa
  - The Worlds and I, New York: George II Doran Company, 1918 (Autobiografía)

- Poesía
  - The Invisible Helpers in Cosmopolitan 57 (octubre de 1914): 578-579
  - The Voice of the Voiceless
  - Disarmament
  - Roads to God
  - To An Astrologer
  - Secret Thoughts
  - An Ambitious Man
  - An Englishman and Other Poems
  - Hello, Boys!
  - The Kingdom of Love
  - Maurine and other Poems
  - New Thought Pastels
  - Poems of Cheer
  - Poems of Experience
  - Poems of Optimism
  - Poems of Passion
  - Poems of Power
  - Poems of Progress
  - Poems of Purpose
  - Poems of Sentiment
  - A Woman of the World
  - Yesterday
  - Poems of Reflection, 1905 copyright, M. A. Donahue & Co. (editor)